# Храм Истины

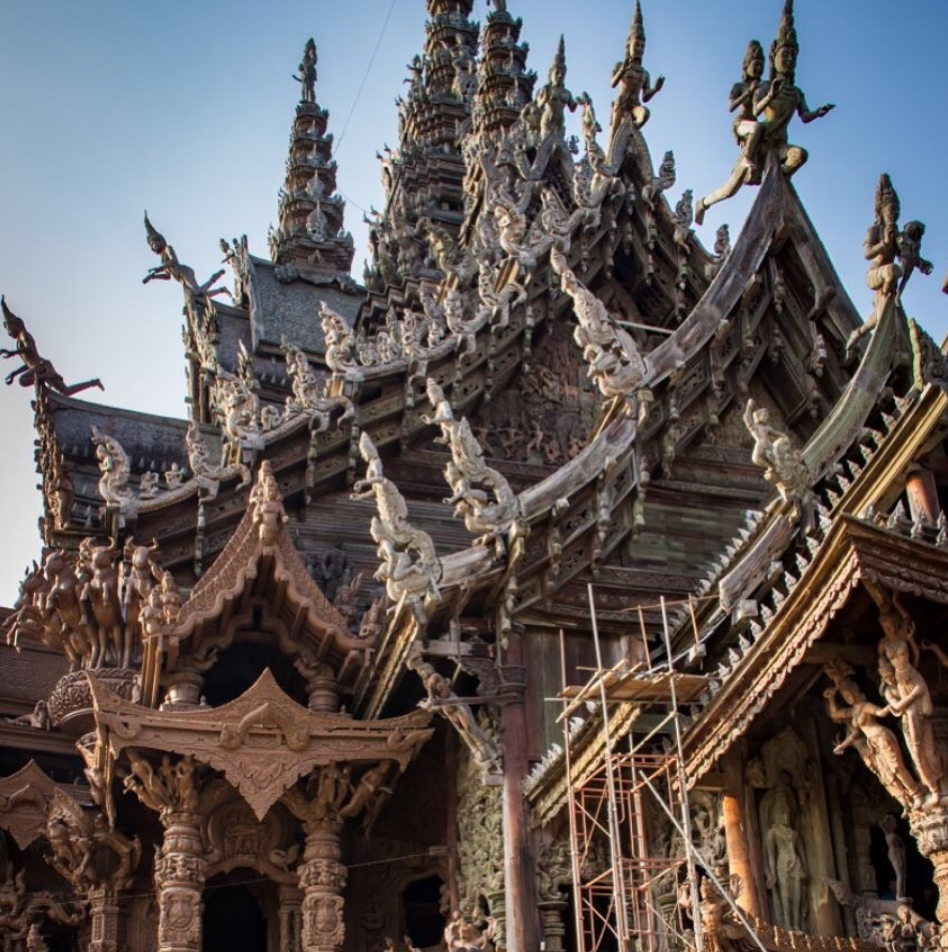
Верхняя часть храма вблизи

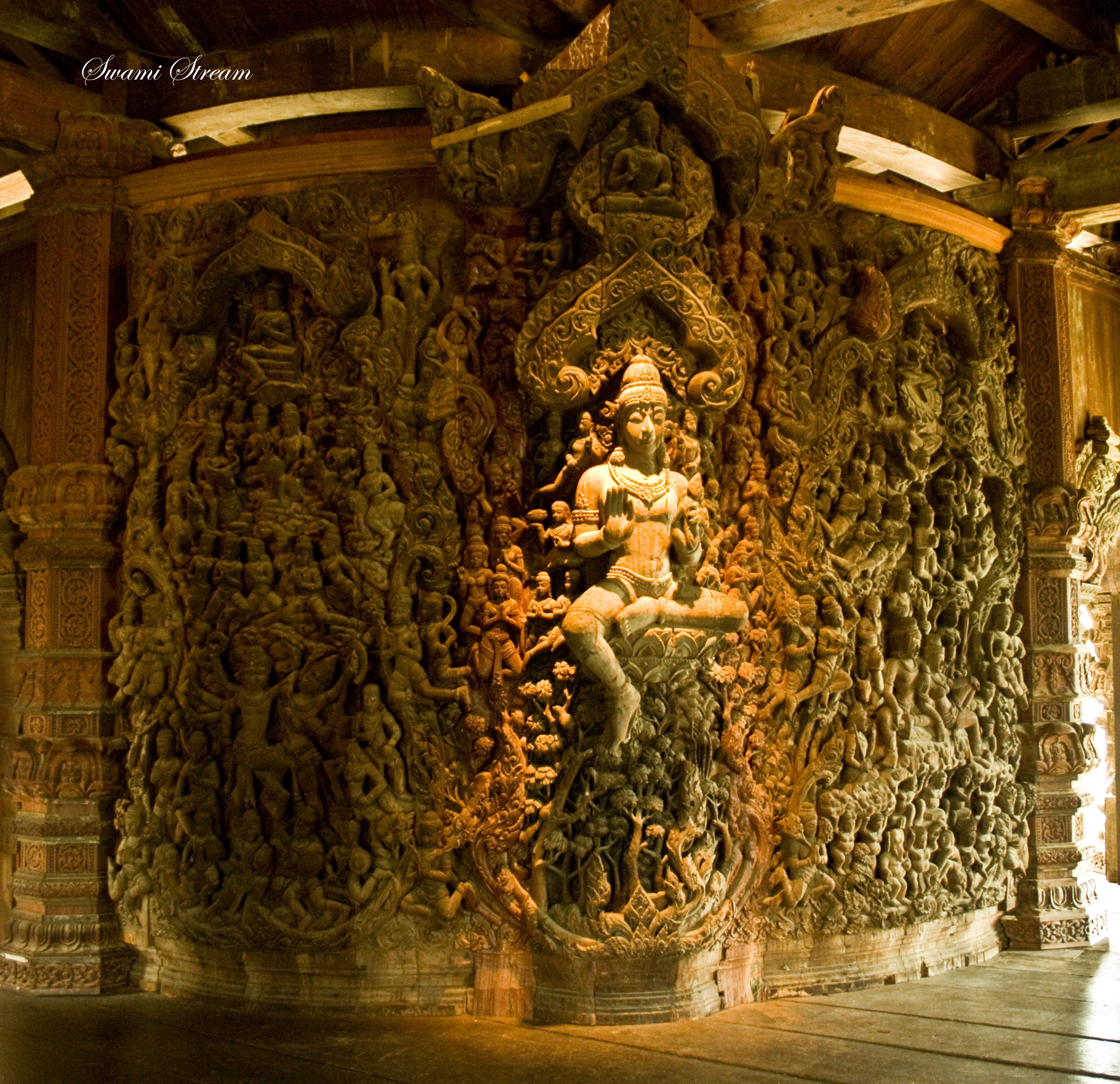
Деревянная резьба внутри храма

Храм Истины (тайск. ปราสาทสัจธรรม) — строящийся деревянный храм в Паттайе (Таиланд). Храм находится на берегу Сиамского залива, окружён парком. Высота храма 110 метров.

## История
Строительство храма началось в 1981 году по инициативе тайского бизнесмена Лека Вирияпана (тайск. เล็ก วิริยะพันธุ์, 1914—2000) и до сих пор не окончено. Окончание строительства намечено на 2025 год.
Здание строится с использованием древних знаний тайского строительства и резьбы по дереву, каждый квадратный сантиметр храма — это деревянные резные скульптуры и орнаменты на религиозные и мифологические сюжеты Камбоджи, Китая, Индии и Таиланда. Целью такого украшения является использование искусства и культуры как отражения древнего видения Земли, древних знаний и восточной философии.

## Архитектура
Деревянное сооружение ручной резьбы, выполненное в стиле тайской архитектуры, было создано под вдохновением от храмов Аюттхаи. Музей был построен Леком Вирияпханом (тайск. เล็ก วิริยะพันธุ์). Сооружение украшено орнаментами, отражающими индуистское и буддийское влияние.
Храм построен из нескольких различных пород дерева, что придаёт его разным частям неодинаковую текстуру. Самая старая использованная древесина — это древесина дерева Такиан (Hopea odorata), которая пошла на создание главного столба; ожидается, что она прослужит 600 лет. Сооружение состоит из таких пород дерева, как Ксилия Керра (Xylia xylocarpa) (тайск. ไม้แดง, май дэнг), Май Такиен (Mai-Takien), Май Панчарт (Mai-Panchart) и тик.
Высота центрального шпиля составляет 105 метров (300 футов), а площадь внутренних помещений — 2115 квадратных метров.